# Acetato

Struttura dello ione acetato.

L'acetato (nome IUPAC etanoato e numero CAS 71-50-1) è un anione organico di formula CH3COO−. Trattasi della base forte coniugata dell'acido acetico, molecola organica molto comune nei sistemi viventi e di largo utilizzo nell'industria e nel laboratorio chimico. Con il termine acetati si possono intendere sia i sali dell'acido acetico che gli esteri dell'acido acetico, questi ultimi molecole organiche di formula generale CH3CO-O-R contenenti appunto il gruppo acetato CH3COO- impegnato in un legame covalente di tipo estereo con un generico gruppo R. Inteso come gruppo sostituente l'acetato può essere riportato come AcO- o semplicemente Ac-, anche se in genere si preferisce adottare la dicitura AcO, essendo Ac più propriamente l'abbreviazione per acetile. Viene altresì riportato, sebbene più raramente, come MeCO−2.

## Struttura

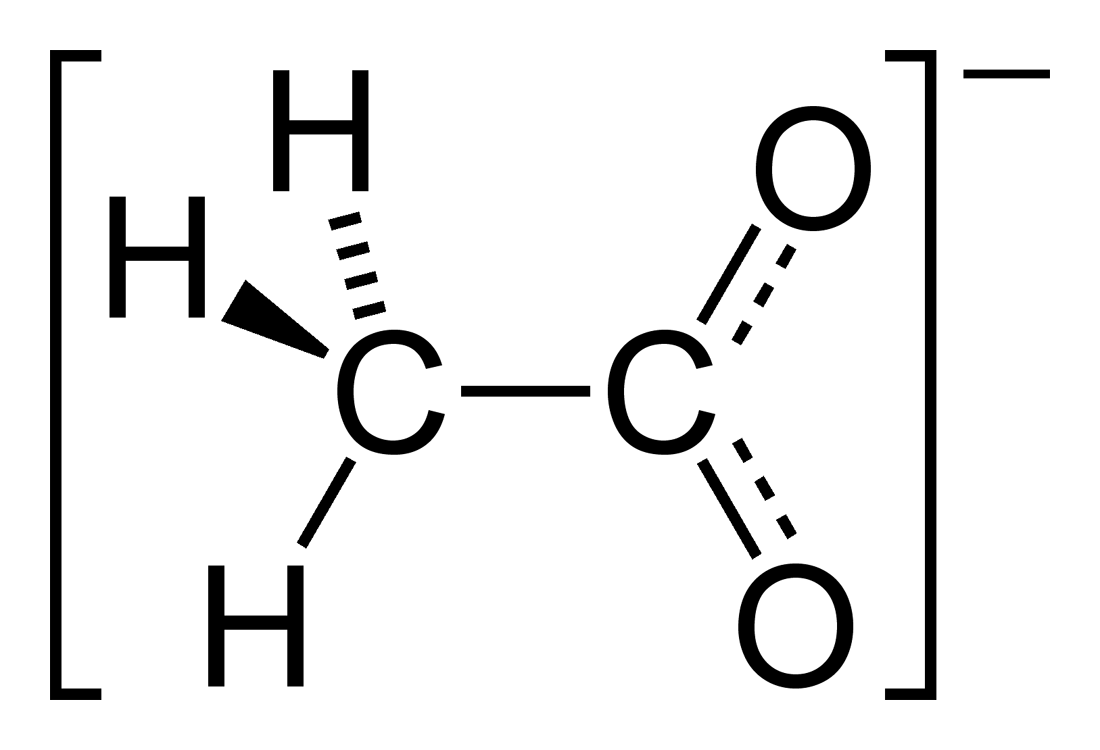
Struttura dello ione acetato come ibrido di risonanza.

L'anione acetato presenta una carica negativa netta dislocata sui due atomi di ossigeno; e nonostante, per comodità, venga spesso reso graficamente con un doppio legame C=O ed un legame semplice C-O, i due legami carbonio-ossigeno sono in realtà identici, sia dal punto di vista geometrico che energetico (similmente a come avviene per la resa grafica del benzene, dove tutti i legami carbonio-carbonio sono identici tra loro, ma la molecola viene quasi sempre riportata come se formata da tre legami semplici e tre legami doppi). L'acetato è quindi l'ibrido di risonanza definito dalle due forme limite dell'anione:
Se questo vale per lo ione libero e per la maggior parte dei sali, non vale invece per gli esteri dell'acido acetico, dove il legame col gruppo R impegna un singolo atomo di ossigeno, stabilizzando quindi la forma CH3CO-O-R, contenente un legame singolo ed uno doppio strutturalmente ben definiti.

## Sintesi
L'acetato è una specie chimica stabile e solubile in ambiente acquoso che si forma spontaneamente in seguito alla dissociazione dell'acido acetico:
CH3COOH ⇄ CH3COO− + H+.
Essendo l'acido acetico un acido debole, la quantità molare dello ione in soluzione è relativamente bassa; basti pensare che la costante di dissociazione acida (pKa) dell'acido acetico è pari a 4,76, il che vuol dire che la concentrazione dell'anione all'equilibrio è circa 4000 volte inferiore a quella dell'acido indissociato. L'anione può essere stabilizzato in soluzione per formazione di un sale in seguito al trattamento dell'acido acetico con una generica sostanza basica B:
CH3COOH + B → CH3COO−BH+